# Каракашлы (посёлок железнодорожного разъезда, Татарстан)
 Каракашлы — посёлок железнодорожного разъезда в Ютазинском районе Татарстана. Входит в состав Каракашлинского сельского поселения.

## География
Находится в юго-восточной части Татарстана на расстоянии приблизительно 14 км на запад-северо-запад по прямой от районного центра посёлка Уруссу на железнодорожной линии Ульяновск-Уфа.

## История
Основан в 1940-х годах.

## Население
Постоянных жителей было: в 1979 — 61, в 1989 — 14, в 2002 году 11 (татары 55 %, русские 45 %), в 2010 году 1.